# Върнър Виндж
Върнър Виндж (на английски: Vernor Steffen Vinge) е американски професор по математика и компютърни науки, и писател на научна фантастика.

## Биография и творчество
Върнър Стивън Виндж е роден на 2 октомври 1944 г. в гр. Уакеша, Уисконсин. Завършва щатския университет в Мичиган.
Работи като професор по математика и компютърни науки от университета на Сан Диего.
През 70-те на 20 век се жени за Джоан Д. Виндж, призната американска НФ-писателка известна в България с романа „Снежната кралица“.
За широкия читателски кръг автора остава в сянката на съпругата си, но критиците го признават като много „по-сериозен“ писател. Първата му НФ-публикация е разказа „Разделеност“ (издаден в „New Worlds“, 1965). Най-добрите разкази на Виндж са събрани в сборниците „Истински имена и други опасности“ (1987) и „Опасности... и други перспективи“ (1988).
Първият му роман е „Света на Грим“ (1969) е ярка космическа опера с „хуманистична“ насоченост.
Вторият му роман „Заядливеца“ (1976) се докосва до конфликта на личността надарена с необикновени психически способности и нейното обкръжение. През средата на 80-те години на 20 век Виндж издава още 2 романа от поредицата „Реално време“ – „Война на света“ (1984) и „Изгубен в реалното време“ (1986), след което отново замлъква за 5 години. През 1991 г. публикува романа „Огън в дълбината“ (печели с него „Хюго“ и е номиниран за „Небюла“ през 1992 г.). Книгата получава отлични оценки от колегите по перо в това направление Грег Беър и Дейвид Брин, и става по същество една от най-ярките в жанра „галактическия епос“ от 90-те години. С тази своя творба Върнър Виндж застава редом с признатия класик в този жанр – Дан Симънс.
| „            | В рамките на тридесет години, ние ще имаме технологичните средства, за да създадем свръхчовешки интелект. Малко след това, ерата на човека ще свърши. | “ |
| Върнър Виндж | |   |